# Морис Ришаров трофеј
Морис "Рокет" Ришаров трофеј (енгл. Maurice "Rocket" Richard Trophy) је награда Националне хокејашке лиге која се сваке године додељује најбољем стрелцу лиге у регуларном делу сезоне. Трофеј су донирали Монтреал канадијанси 1999. године у част своје звезде Мориса Ришара. и додељује се од сезоне 1998/99. Овај трофеј је тренутно најмлађе признање у НХЛ-у.

## Историја
Морис Ришар је свих 18 сезона своје каријере провео са Монтреал канадијансима у свом родном граду Монтреалу. Био је најбољи стрелац лиге пет пута. У сезони 1944/45 постао је први играч у историји лиге који је постигао 50 голова у истој сезони iz 50 утакмица.

## Освајачи
| Сезона  | Играч                            | Клуб                             | Голови                           | Утакмице                         |
| ------- | -------------------------------- | -------------------------------- | -------------------------------- | -------------------------------- |
| 1998/99 | Тему Селене                      | Анахајм мајти дакси              | 47                               | 75                               |
| 1999/00 | Павел Буре                       | Флорида пантерси                 | 58                               | 74                               |
| 2000/01 | Павел Буре                       | Флорида пантерси                 | 59                               | 82                               |
| 2001/02 | Џером Игинла                     | Калгари флејмси                  | 52                               | 82                               |
| 2002/03 | Милан Хејдук                     | Колорадо аваланши                | 50                               | 82                               |
| 2003/04 | Рик Неш                          | Коламбус блу џекетси             | 41                               | 80                               |
| 2003/04 | Иља Коваљчук                     | Атланта трешерси                 | 41                               | 81                               |
| 2003/04 | Џером Игинла                     | Калгари флејмси                  | 41                               | 81                               |
| 2004/05 | Сезона је отказана због локаута. | Сезона је отказана због локаута. | Сезона је отказана због локаута. | Сезона је отказана због локаута. |
| 2005/06 | Џонатан Чичу                     | Сан Хозе шаркси                  | 56                               | 82                               |
| 2006/07 | Винсент Лекавалер                | Тампа Беј лајтнингси             | 52                               | 82                               |
| 2007/08 | Александр Овечкин                | Вашингтон капиталси              | 65                               | 82                               |
| 2008/09 | Александр Овечкин                | Вашингтон капиталси              | 56                               | 79                               |
| 2009/10 | Сидни Крозби                     | Питсбург пенгвинси               | 51                               | 81                               |
| 2009/10 | Стивен Стамкос                   | Тампа Беј лајтнингси             | 51                               | 82                               |
| 2010/11 | Кори Пери                        | Анахајм дакси                    | 50                               | 82                               |
| 2011/12 | Стивен Стамкос                   | Тампа Беј лајтнингси             | 60                               | 82                               |
| 2012/13 | Александр Овечкин                | Вашингтон капиталси              | 32                               | 48                               |
| 2013/14 | Александр Овечкин                | Вашингтон капиталси              | 51                               | 78                               |
| 2014/15 | Александр Овечкин                | Вашингтон капиталси              | 53                               | 81                               |
| 2015/16 | Александр Овечкин                | Вашингтон капиталси              | 50                               | 79                               |